# The Cactus Album
The Cactus Album (The Cee/Dee) è l'album di debutto della crew hip hop 3rd Bass, uscito nel 1989 per Def Jam. L'album ricevette recensioni positive dalla stampa di settore e la fama del gruppo fu aumentata dal fatto di essere il primo gruppo interrazziale a comparire sulle scene, il secondo in cui erano presente rapper bianchi, dopo i Beastie Boys. Le liriche delle canzoni contenute delle l'album hanno come tema principale le donne (come Oval Office, una traccia sessualmente allusiva) o sono semplici dimostrazioni di abilità lirica.
La canzone Sons of 3rd Bass è un dissing contro i Beastie Boys, che avevano da poco lasciato la Def Jam.
Altro tratto distintivo dell'album è la presenza della prima apparizione di Daniel Dumile. The Gas Face contiene infatti un featuring del rapper che, in seguito, sarebbe stato conosciuto come MF DOOM, qui accreditato con il nome che utilizzava ai tempi dei KMD, Zev Love X.
The Cactus Album raggiunse la 5ª posizione nella Billboard Top Hip Hop/R&B Albums e la 55ª nella Billboard 200. Nel 1998, l'album fu inserito nella The Source's 100 Best Rap Albums.

## Tracce
1. "Stymie's Theme" – :13
2. "Sons of 3rd Bass" (Berrin/Citrin/Nash) – 4:46
3. "Russell Rush" – :25
4. "The Gas Face" (Berrin/Dumile/Nash/Prince Paul) – 3:48
5. "Monte Hall" (Berrin/Berrin/Citrin/Nash) – 5:26
6. "Oval Office" (Berrin/Citrin/Nash) – 3:32
7. "Hoods" – :17
8. "Soul in the Hole" (Berrin/Citrin/Nash) – 3:49
9. "Triple Stage Darkness" (Berrin/Citrin/Nash/Nash) – 4:10
10. "M.C. Disagree"  – :44
11. "Wordz of Wisdom" (Berrin/Citrin/Nash) – 6:31
12. "Product of the Environment" (Berrin/Citrin/Nash) – 6:15
13. "Desert Boots" – :22
14. "The Cactus" (Berrin/Citrin/Nash) – 4:40
15. "Jim Backus" – :04
16. "Flippin' off the Wall Like Lucy Ball" (Berrin/Citrin/Nash) – 3:16
17. "Brooklyn-Queens" (Berrin/Nash/Prince Paul) – 3:37
18. "Steppin' To the A.M." (Berrin/Nash/Sadler/Shocklee/Shocklee) – 4:50
19. "Episode #3" – :11
20. "Who's on Third" (Berrin/Citrin/Nash) – :59
21. "Wordz of Wisdom, Pt. 2" (Berrin/Citrin/Nash) – 7:56

## Formazione
- MC Serch	 - 	Producer, Performer
- Daddy Rich	 - 	Producer, Performer
- Pete Nice	 - 	Producer, Performer
- Steven Ett	 - 	Editing
- Adam Gazzola	 - 	Editing
- Prince Paul - 	Producer
- Kevin Reynolds	 - 	Engineer
- Nick Sansano	 - 	Engineer
- Keith Shocklee	 - 	Producer
- Hank Shocklee	 - 	Producer
- Chuck Valle	 - 	Engineer
- Eric "Vietnam" Sadler	 - 	Producer
- Bruce Buchalter	 - 	Engineer
- Curt Frasca	 - 	Mixing, Engineer
- Greg Gordon	 - 	Engineer
- Mark Mendelbaum	 - 	Engineer
- Sam Sever	 - 	Producer
- Howard Zucker	 - 	Art Direction, Design
- Cey Adams	 - 	Design, Logo Design

## Campioni utilizzati
Sons of 3rd Bass
- Spinning Wheel dei Blood, Sweat & Tears

The Gas Face
- I Like It dei The Emotions
- Respect di Aretha Franklin
- Think di Aretha Franklin

Monte Hall
- Black Frost di Grover Washington Jr.

Oval Office
- Hot Pants...I'm Coming, I'm Coming, I'm Coming di Bobby Byrd
- I'm Gonna Get You di Sir Joe & Free Soul Quartermain
- So Much Trouble in my Mind di Sir Joe & Free Soul Quartermain
- Ashley's Roachclip dei Soul Searchers
- Din Daa Daa di George Kranz

Soul in the Hole
- Heaven & Hell is on Earth dei 20th Century Steel Band
- Sister Sanctified di Stanley Turrentine

Triple Stage Darkness
- This House is Smokin di B. T. Express
- UFO degli ESG

Wordz of Wizdom
- Inaugural Address di President John F. Kennedy
- Assembly Line dei The Commodores
- Love is Alive di Gary Wright
- Dream Weaver di Gary Wright
- Amen Brother dei The Winstons
- Everyone's Gone to the Movies di Steely Dan

Product of the Environment
- Blind Alley degli Emotions
- Blow Your Head dei The J. B.'s
- Soul Power '74 di Maceo & the Macks
- Simple Song dei Meters

The Cactus
- Peace Frog dei The Doors
- Dawn's Highway di Jim Morrison

Flippin' off the Wall Like Lucy Ball
- Down in the Hole di Tom Waits

Brooklyn-Queens
- You Got the Best of My Love dei The Emotions
- Got to Be Real di Cheryl Lynn
- Jungle Jazz di Kool and the Gang
- A Wild and Crazy Guy di Steve Martin
- You Haven't Done a Thing di Stevie Wonder
- The Metal Melter di Milt Jackson & the Ray Brown Big Band

Steppin' To the A.M.
- Shack Up di Banbarra
- Mother Earth di Kool and the Gang
- Stoned to the Bone di James Brown
- Spoonin' Rap di Spoonie G
- Can't Find the Judge di Gary Wright
- Time dei Pink Floyd
- Root Down (And Get It) di Jimmy Smith
- Time to Get Ill dei Beastie Boys

Who's on Third
- Who's on 1st di Abbot & Costello

Wordz of Wisdom, Pt. 2
- Inaugural Address di President John F. Kennedy
- Assembly Line dei The Commodores
- Love is Alivey di Gary Wright
- Never Let Me Down Again dei Depeche Mode
- Amen Brother dei The Winstons

## Singoli in classifica
| Anno | Titolo                 | Posizione in classifica | Posizione in classifica      | Posizione in classifica        | Posizione in classifica |
| Anno | Titolo                 | Rap Singles             | R&B/Hip-Hop Singles & Tracks | Dance Music Maxi-Singles Sales | Dance Music Club Play   |
| 1989 | "Steppin' to the A.M." | numero 5                | numero 54                    | numero 50                      | ??                      |
| 1990 | "The Gas Face"         | numero 5                | ??                           | 31                             | ??                      |
| 1990 | "Brooklyn-Queens"      | ??                      | ??                           | ??                             | 20                      |